# Otto Konrad
Otto Konrad,  apodado "Tree hands" o "Rubber hands"(n. Graz, Austria; 1 de noviembre de 1964) es un exfutbolista austriaco que se desempeñaba como guardameta.

## Clubes
| Club                | País    | Año         |
| ------------------- | ------- | ----------- |
| SK Sturm Graz       | Austria | 1981 - 1992 |
| SV Austria Salzburg | Austria | 1992 - 1996 |
| Real Zaragoza       | España  | 1997 - 1998 |
| Grazer AK           | Austria | 2000 - 2001 |
| DSV Leoben          | Austria | 1997 - 1998 |
| PSV SW Salzburg     | Austria | 2000 - 2001 |